# Bikal
Bikal es una localidad al norte de Baranya, en el suroeste de Hungría.

## Personajes ilustres
- Schuller Gábor, impulsor del F1 Challenge en la villa.